# Vollenhovia irenea
Vollenhovia irenea é uma espécie de formiga do gênero Vollenhovia, pertencente à subfamília Myrmicinae.